# Ветли
Ветли́  — село, у минулому містечко, в Україні, у Любешівській селищній громаді Камінь-Каширського району Волинської області. До 2017 орган місцевого самоврядування — Ветлівська сільська рада. Зараз у селі більше 500 будинків. Згідно з переписом від 2001 року населення становило 1 826 осіб, оцінка станом на 2012 рік — 1 755 людей. Під забудовою 618 га. 

## Географія
У селі є п'ять озер — Луке, Плотиче, Рогізне, Тучне, Біле і річка Прип'ять.

## Історія
Село має багату історію. Перша писемна згадка про село відноситься до 1366 року(XIV ст.). Раніше було містечком.
Сигізмунд Кейстутович у грамоті від 15 жовтня 1432, підтвердженій підписами князів і панів, його прихильників (за взірець взяли грамоту Витовта 1401 р.), приймаючи від польського короля Ягайла титул великого князя литовського, визнавав за ним і його наступниками зверхність над ВКЛ, відступав Польщі Подільську землю, також спірні волинські прикордонні округи з центрами в містах Олесько, Ратне, Ветли, Лопатин.
За князів Сангушків отримало магдебурзьке право.
До 10 серпня 2017 року — адміністративний центр Ветлівської сільської ради Любешівського району Волинської області.

## Населення
Згідно з переписом УРСР 1989 року чисельність наявного населення села становила 1778 осіб, з яких 874 чоловіки та 904 жінки.
За переписом населення України 2001 року в селі мешкало 1814 осіб.

### Мова
Розподіл населення за рідною мовою за даними перепису 2001 року:
| Мова       | Відсоток |
| ---------- | -------- |
| українська | 98,63 %  |
| білоруська | 0,66 %   |
| російська  | 0,66 %   |

## Інфраструктура
- Загальноосвітньої школи I—III ступенів (нове приміщення введене в експлуатацію в 2007 році)
- Сільський будинок культури (нове приміщення введене в експлуатацію в 2013 році)
- Амбулаторія загальної практики сімейної медицини та терапевтичне відділення № 2 Любешівської ЦРЛ на 15 ліжко-місць(нове приміщення введене в експлуатацію в 2012 році)
- Дві аптеки
- Сільська бібліотека
- АТС «Укртелекому» на 100 номерів стаціонарних номерів
- Дві станції мобільного зв'язку
- Ветеринарна дільниця
- Прикордонний пост «Ветли»
- Білоозерське лісництво Любешівського ДЛМГ об'єднання «Волиньліс»
- ДП «Любешівагроліс»
- Ветлівське відділення НПП «Прип'ять — Стохід», до якого ввійшла територія Ветлівської сільської ради, Гірківської сільської ради та село Невір Великоглушанської сільської ради.[1]
- Відділення «Укртошта»
- Відділення «Ощадбанку» (1977—1996), (22.10.2009 — 12.07.2016)
- Окремий пост державної пожежної охорони (2007)

## Визначні місця
Створений 13 серпня 2007 року Національний природний парк «Прип'ять-Стохід», який об'єднав усі заповідні об'єкти Любешівського району, проходить територією села.
На території села, враховуючи Білоозерське лісництво, знаходяться пам'ятники природи місцевого значення:
- Група дубів в кількості 16 штук на площі 0,20 га, на березі озера Біле віком 160 років. (1972 рік);
- Група дубів біля озера Біле площею 0,5 га віком понад 170 років, посаджених на честь будівництва Дніпро-Бузького каналу. (1972 рік);
- Ділянка лісу сосни площею 5 га. віком 140 років в урочищі «Блісько» кв. 56 (1972 рік)
- Ділянка лісу сосни площею 1,2 га. віком 130 років кв. 55 (1972 рік)
- Білоозерська дача кв. 54. Поселення чорних лелек на ділянці лісу площею 3,2 га. (1972 рік)
- Рогізненський (заказник)

## Особистості
- Беденюк Анатолій Дмитрович — доктор медичних наук, професор, завідувач кафедри хірургії № 1 з урологією та малоінвазивною хірургією імені Л. Я. Ковальчука Тернопільського національного медичного університету імені І. Я. Горбачевського[8].

## Досягнення односельців
- Команда туристів Ветлівської середньої школи у червні 1970 р. стала чемпіоном України з туристичного багатоборства.[9]

## Інтернет-посилання
- Погода в селі Ветли [Архівовано 5 березня 2016 у Wayback Machine.]